# خطمي ساحلي
خطمي ساحلي أو خبازي ساحلي (الاسم العلمي: Hibiscus tiliaceus)، نوع من الخطمي وفصيلة الخبازية. وهو نبات أصيل في المناطق المدارية في العالم القديم.
وهذا النبات شجرة زينة يصل ارتفاعها إلى 10 أمتار، ولأن منشأه قرب مجاري المياه فإنه يتحمل النمو في المياه الراكدة أكثر من غيره. ويتحمل الملوحة العالية والمياه العسرة.